# Camponotus brevis
Camponotus brevis är en myrart som beskrevs av Auguste-Henri Forel 1899. Camponotus brevis ingår i släktet hästmyror, och familjen myror.

## Underarter
Arten delas in i följande underarter:
- C. b. brevis
- C. b. obscurifrons
- C. b. pauli

## Bildgalleri

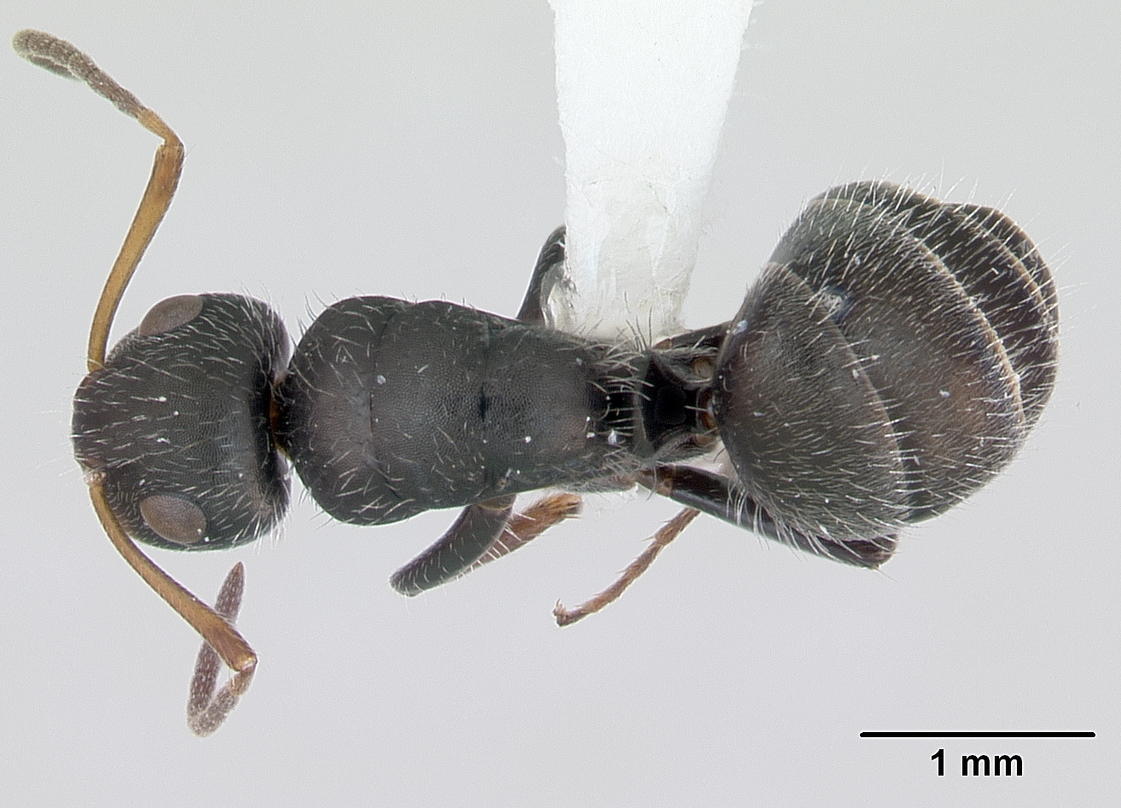
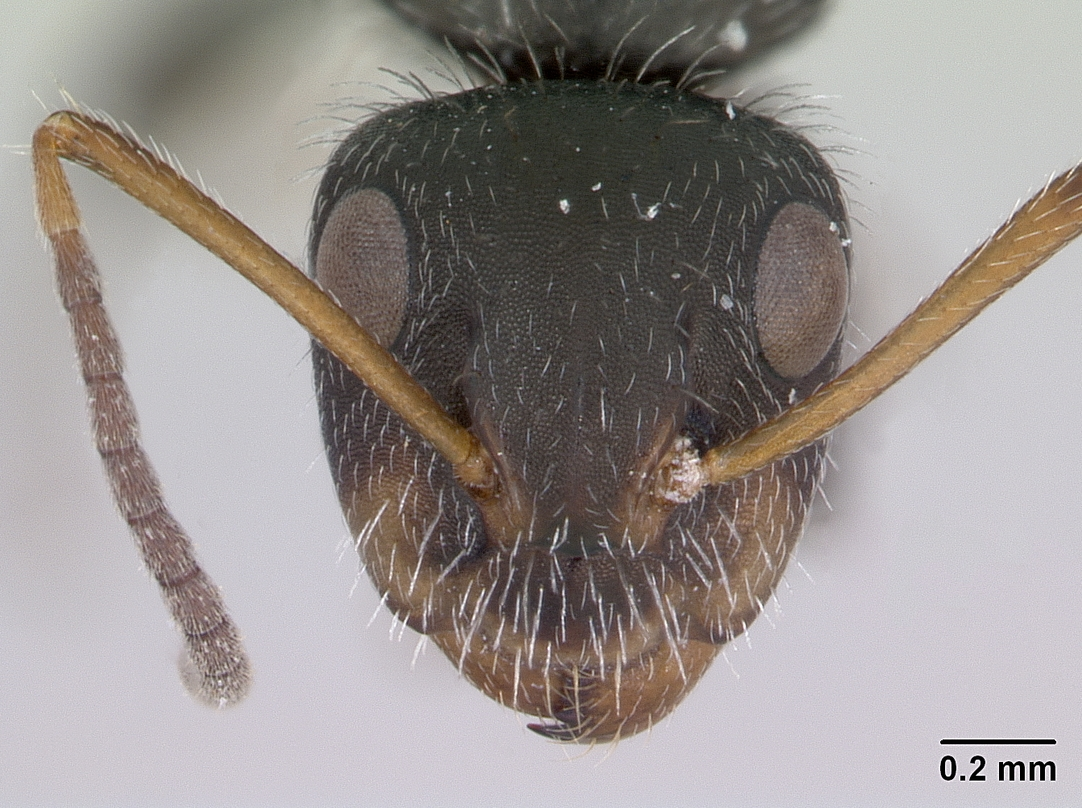
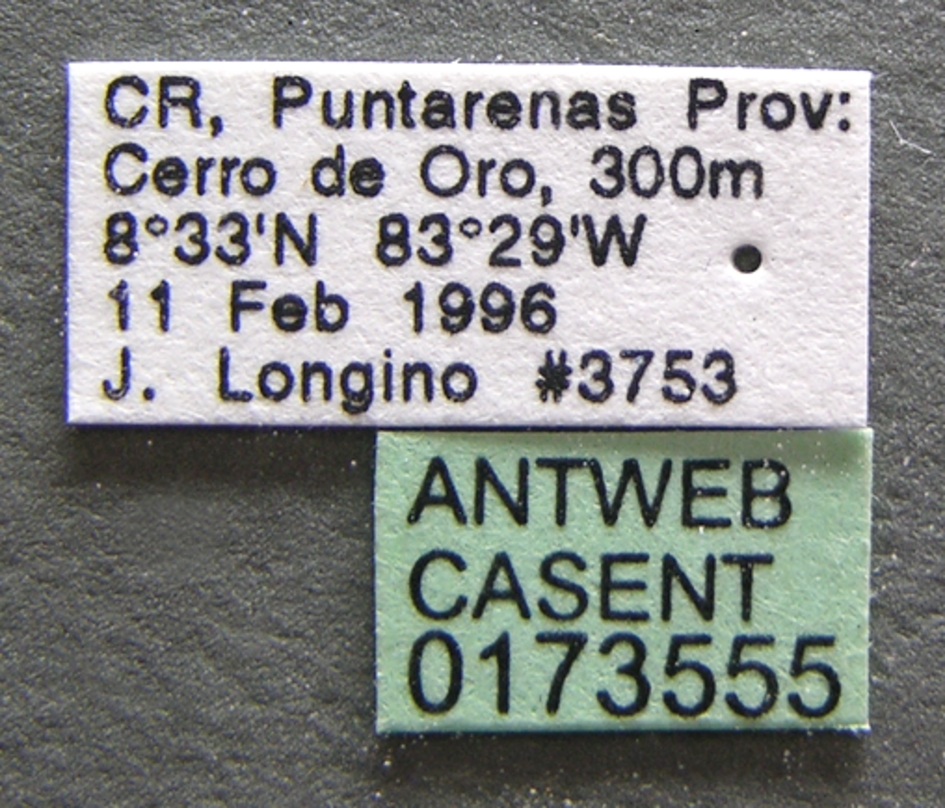
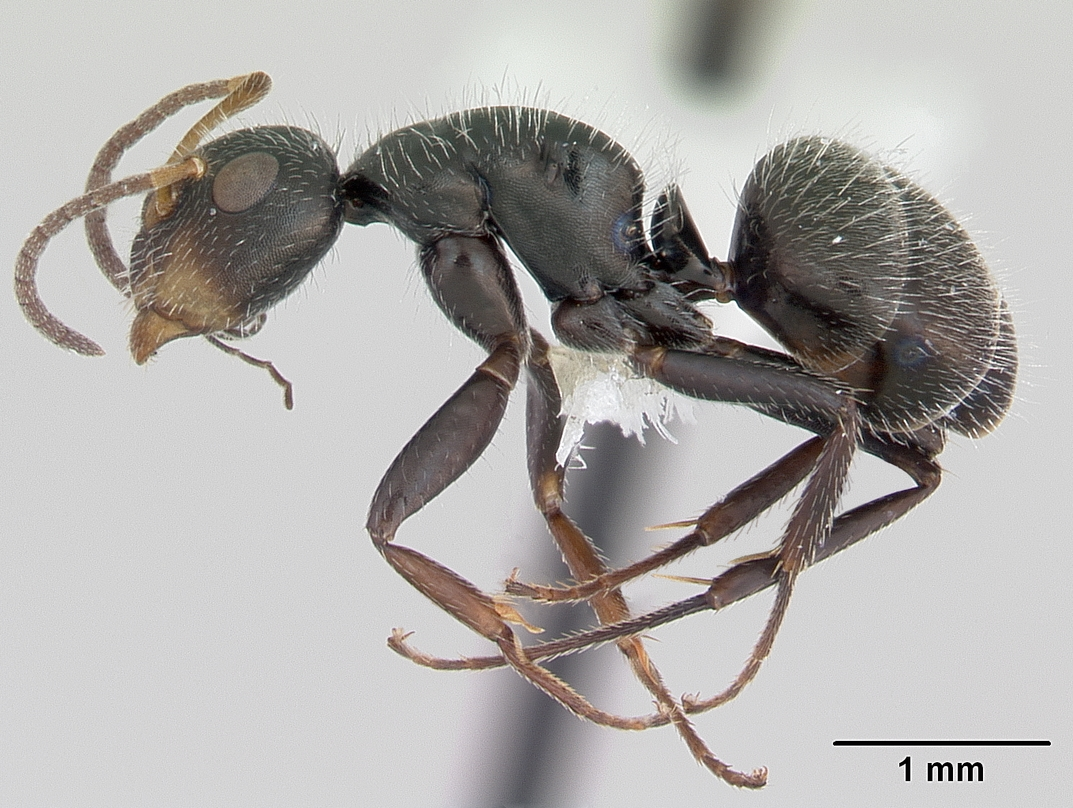
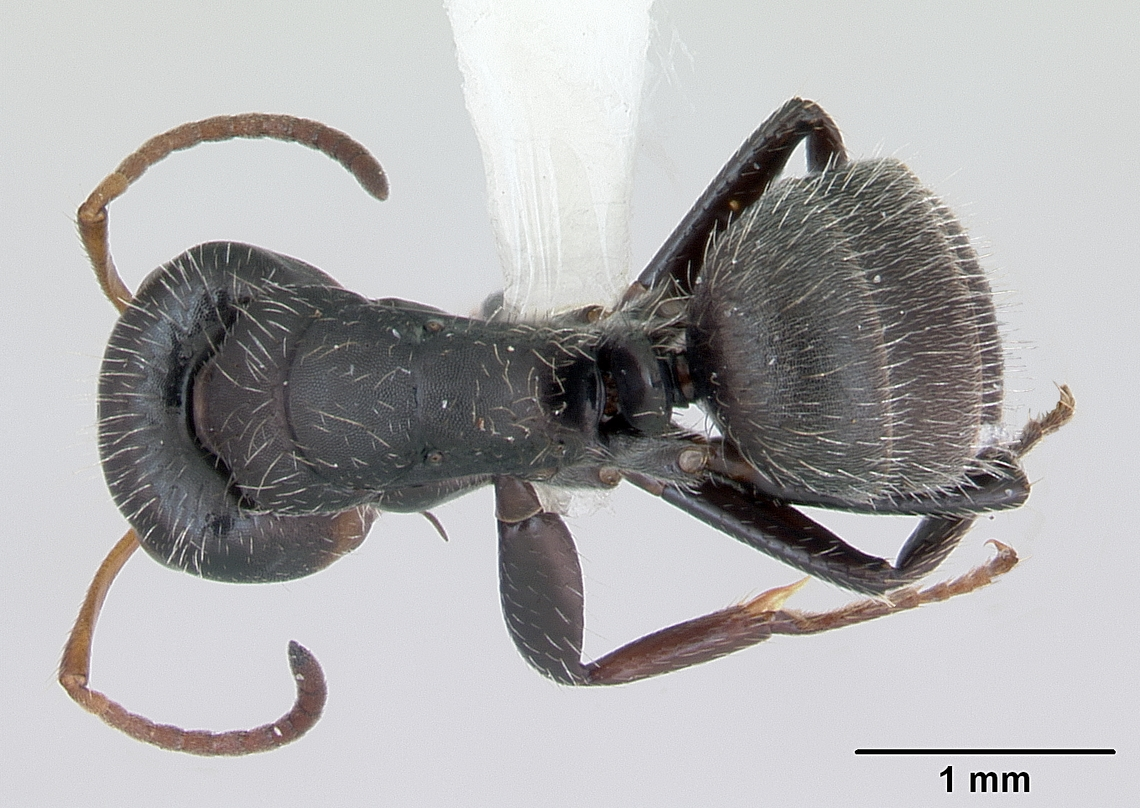
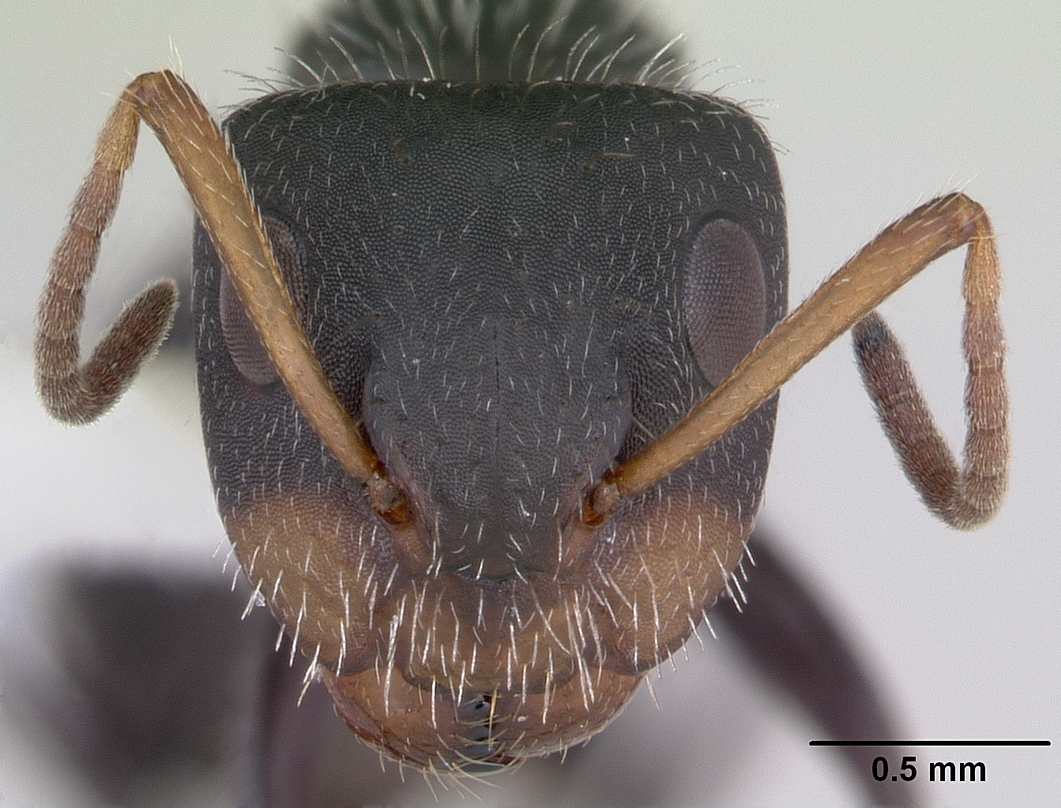